# 2001 na ciência

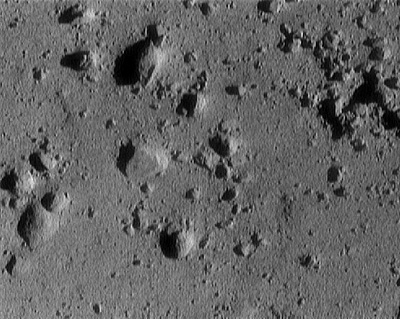
Imagem de satélite

## Eventos
- O primeiro rascunho do genoma humano é completado.

## Mortes
| Data           | Nome              | Profissão  | Nacionalidade  | Observações                                                                                              | Ref                           |
| -------------- | ----------------- | ---------- | -------------- | --- | ----------------------------- |
| 17 de junho    | Donald James Cram | químico    | Estados Unidos | n. 1919 Nobel da Química 1987                                                                            | [ 1 ]                         |
| 17 de setembro | Samuel Epstein    | geoquímico | Polónia        | n. 1919 Prémio V. M. Goldschmidt 1977 Medalha Arthur L. Day 1978 Medalha Wollaston 1993 Prémio Urey 1995 | [ 2 ] [ 3 ] [ 4 ] [ 5 ] [ 6 ] |

## Prémios

### Medalha Alexander Agassiz
- - Charles S. Cox[7]

### Medalha Arthur L. Day
- Richard J. O'Connell[4]

### Medalha Bigsby
- Nicholas Jeremiah White[8]

### Medalha Bingham
- M. Doi[9]

### Medalha Bruce
- Hans Bethe[10]

### Medalha Centenário de David Livingstone
- Bertha Becker[11]

### Medalha Charles A. Whitten
- Byron D. Tapley[12]

### Medalha Clarke
- Gordon H. Packham[13]

### Medalha Copley
- Jacques Miller[14]

### Medalha Davy
- Alastair Ian Scott[15]

### Medalha De Morgan
- James Alexander Green[16]

### Medalha Dirac (ICTP)
- John Hopfield[17]

### Medalha Edison IEEE
- Robert Heath Dennard[18]

### Medalha Geográfica Cullum
- Wilbur Zelinsky[19]

### Medalha Gray
- Herman Suit[20]

### Medalha Harry H. Hess
- Albrecht W. Hofmann[21]

### Medalha Henry Marshall Tory
- John Bryan Jones[22]

### Medalha de Honra IEEE
- Herwig Kogelnik[23]

### Medalha Hughes
- John Pethica[24]

### Medalha Inge Lehmann
- John H. Woodhouse[25]

### Medalha Innis-Gérin
- Byron Rourke[26]

### Medalha James B. Macelwane[27]
- Vassilis Angelopoulos, Daniel P. Schrag Azadeh Tabazadeh

### Medalha James Craig Watson
- David Todd Wilkinson[28]

### Medalha Jason A. Hannah[29]
- Jacalyn Duffin e J. Michael Bliss

### Medalha John Adam Fleming
- Martin A. Uman[30]

### Medalha John Fritz
- Chu Ching-wu[31]

### Medalha Leonard
- Harry Y. McSween Jr[32]

### Medalha Logan
- Stephen E. Calvert[33]

### Medalha Lyell
- Paul Tapponnier[34]

### Medalha Maurice Ewing
- Richard G. Fairbanks[35]

### Medalha Max Planck
- Jürg Fröhlich[36]

### Medalha Memorial Rutherford[37]
- Matthew W. Choptuik e Warren Piers

### Medalha McLaughlin
- Nabil Seidah[38]

### Medalha McNeil
- David Suzuki[39]

### Medalha Miroslaw Romanowski
- John P. Smol[40]

### Medalha Murchison
- Juan Watterson[41]

### Medalha Nacional de Ciências
- Francisco José Ayala[42], George F. Bass[42], Mario Capecchi[42], Ann Graybiel[42], Gene Likens[42], Victor A. McKusick[42], Harold Varmus[43], Ernest Roy Davidson[42], Gábor Somorjai[42], Andreas Acrivos[42], Calyampudi Radhakrishna Rao[42], Elias Stein[42], Marvin Cohen[42], Raymond Davis Jr.[42] e Charles Keeling[42]

### Medalha Oersted
- Lillian C. McDermott[44]

### Medalha de Ouro do IStructE
- Cheng Hon Kwan[45]

### Medalha de Ouro Lomonossov[46]
- Alexander Spirin e Alexander Rich

### Medalha de Ouro da Royal Astronomical Society[47]
- Hermann Bondi e Henry Rishbeth

### Medalha Penrose
- Kenneth Jinghwa Hsu[48]

### Medalha Pierre Chauveau
- Paul-Hubert Poirier

### Medalha Priestley
- Fred Basolo[49]

### Medalha Real[50]
- Richard Gardner, Gabriel Horn e Samuel Edwards

### Medalha Robert E. Horton
- Donald R. Nielsen[51]

### Medalha Roebling
- Peter John Wyllie[52]

### Medalha Roger Revelle
- James Hansen[53]

### Medalha Rutherford
- Peter Gluckman[54]

### Medalha Samuel Finley Breese Morse
- Douglas R. McManis[55]

### Medalha Sir John William Dawson
- Maurice Ptito[56]

### Medalha Theodore von Karman
- Anestis Stavrou Veletsos[57]

### Medalha Thomas Ranken Lyle
- Ian Sloan[58]

### Medalha Timoshenko
- Ted Belytschko[59]

### Medalha Willet G. Miller
- Robert L. Carroll[60]

### Medalha William Bowie
- Dan Peter McKenzie[61]

### Medalha Wollaston
- Harry Blackmore Whittington[5]

### Prémio A.G. Huntsman
- David Karl[62]

### Prémio Barringer
- Alexander T. Basilevsky[63]

### Prémio Bower de Realização em Ciência
- Paul Baran[64]

### Prémio Chauvenet[65]
- Carolyn Sue Gordon e David L. Webb

### Clay Research Award[66]
- Edward Witten e Stanislav Smirnov

### Prémio Crafoord
- Alain Connes[67]

### Prémio Fermat[68]
- Richard Taylor e Wendelin Werner

### Prémio G. K. Gilbert
- H. Jay Melosh[69]

### Prémio Gerard P. Kuiper
- Bruce Hapke[70]

### Prémio Harvey[71]
- Bert Vogelstein e James Peebles

### Prémio Japão[72]
- John Bannister Goodenough e Timothy Richard Parsons

### Prémio Kyoto
- John Maynard Smith[73], Zhores Alferov[74], Izuo Hayashi[74], Morton B. Panish[74]

### Prémio Leroy P. Steele
- Leslie Greengard[75] e Vladimir Rokhlin[75], Harry Kesten[76] e Richard Peter Stanley[77]

### Prémio Prestwich
- Dal Piaz G.V.[78]

### Prémios Princesa das Astúrias[79]
- Craig Venter, John Sulston, Hamilton Smith, Francis Collins e Jean Weissenbach

### Prémio Remsen
- Adriaan Bax[80]

### Prémio Turing[81]
- Ole-Johan Dahl e Kristen Nygaard

### Prémio Urey
- Keith O'Nions[6]

### Prémio V. M. Goldschmidt
- Ikuo Kushiro[3]

### Prémio Vannevar Bush[82]
- Harold Varmus e Lewis Branscomb

### Prémio Walter Burfitt
- M.W. Parker[83]

### Prémio Willard Gibbs
- Tobin Marks[84]

### Prémio Whitehead[85]
- M. McQuillan, Alexei Skorobogatov, V. Smyshlyaev e J. R. King

### Prémio Nobel
- Física[86] - Eric Allin Cornell, Carl Wieman e Wolfgang Ketterle
- Química[1] - William Standish Knowles, Ryōji Noyori e Barry Sharpless
- Medicina[87] - Leland Hartwell ,Richard Timothy Hunt e Paul Nurse